# 科塞羅拉塔
科塞羅拉塔（Torre de Collserola）是位於西班牙加泰羅尼亞巴塞羅那提比達波山上的一座具有獨特外形的高塔，修建於1991年，是為1992年夏季奥林匹克运动会而興建。該塔主要用作電視及廣播信號發射塔使用。科塞羅拉塔塔頂高288.4米，塔本身的高度是152米，塔頂也是巴塞羅那的最高點。科塞羅拉塔的第十層對公眾開放。

## 外部連結
- Torre de Collserola （页面存档备份，存于）
- Foster and Partners
- Structurae数据库中Collserola Tower的数据

- Torre de Collserola at Factoría Urbana: Photos and technical information about the tower （页面存档备份，存于）
- Torre de Collserola: connecting Barcelona
- Aramid cable termination design